# Češnjeva muha
Češnjeva muha (znanstveno ime Rhagoletis cerasi) je vrsta sadnih muh, ki je škodljivec predvsem v nasadih češenj v Evropi. 

## Opis in biologija
Odrasle muhe dosežejo dolžino okrog 5 mm in so bleščeče črne barve z rumenim robom na glavi ter rumenim trikotnim ščitkom na koncu oprsja. Muha ima prosojna krila s štirimi temnejšimi prečnimi lisami. Letajo od maja do julija in se sprva hranijo s sladkimi sokovi drevesa, ko pa se plodovi začnejo barvati začnejo samice zalegati jajčeca. Jajčece samica odloži v plod tik pod povrhnjico, običajno v bližini peclja. Iz jajčec se po 7 do 10 dneh izležejo belkaste breznoge ličinke (žerke), ki se takoj zavrtajo v plod do koščice, kjer se hranijo z mesom. Praviloma je v plodu le po ena ličinka. Po približno treh tednih žerke v plodovih dorastejo in so takrat dolge okoli 6 mm. Nato zapustijo plodove, največkrat potem, ko plodovi padejo na tla in se zabubijo v zemlji na globini od 3 do 5 cm. Bube prezimijo v zemlji in se po preobrazbi v maju izkopljejo na površje kot imagi.

## Galerija
- Odrasla muha in njeni črvički, ki se pogosto pojavljajo v plodovih
- video